# 老子化胡経
『老子化胡経』（ろうしかこきょう、ろうしけこきょう）は、魏晋南北朝時代中国の書物。老子がインドで胡人を教化し仏教を創始したとする「老子化胡説」を代表する書物。
中国土着宗教である道教と外来宗教である仏教の対立により、道教側から生まれたのが『老子化胡経』で、仏教側からは「偽経」とされてきた。
最初に『老子化胡経』が撰述されたのは西暦300年ごろの西晋で、撰者は道士王浮とされる。のち徐々に増補された。
大正蔵第54巻（外教部）に第1巻および第10巻が収められている。『老子化胡経』は唐代や元代に禁書・焚書とされ残存していないと思われていたが、これは1908年ポール・ペリオによってパリにもたらされた敦煌文献中の残簡である。

## 歴史
道仏二教は絶えず争いつつ、因果錯綜の間にそれぞれ発達したとされている。
仏教が中国に伝来した時期は諸説あって定まっていないが、有力なものとして西暦270年ごろ撰述の『魏略』西戎伝、臨兒国条の記事（『魏志』巻30所引）を根拠とする道教研究者である窪徳忠の、紀元前後説が有力とされる。一つの教義体系として整理することが不可能とされる道教の方は、中国の土着信仰から発展したが故に教義などが複雑で多岐にわたり、どうにか把握が可能と見做される部分は、伝来した仏教の普及との葛藤から推移した相状の一面と見なされる。
老子は、古来謎とされる人物であり、紀元前90年ごろ成立の『史記』「老子伝」の記述が甚だしく不明瞭であることが後人の臆説を縦ならしめた一端であり、化胡説生成の間接の助縁となったとされている。『史記』には、老子が去ってのちその終わる所なし、とのみ記述されている。西暦270年ごろ成立の『魏略』には化胡説が現れており、老子が胡人に仏教を教えたとされている。
また西暦445年ごろ成立の范曄『後漢書』「郎顗（ろうぎ）襄楷（じょうかい）列傳」中には、老子が釈迦になったのだという、襄楷の奏上が記されている
。
『魏略』は現存史料のなかで老子化胡説を記す最古の資料であり、『後漢書』がこれに次ぐものとされている。
この流れの中で西暦300年ごろ、『老子化胡経』が撰述された。撰者は道士王浮とされている。王浮の詳細は不明であるが、梁慧皎撰『高僧伝』「帛遠伝」中に王浮について記載がある。またほぼ同じ記事が僧祐『出三蔵記集』にある。
柴田宣勝は高麗版と対校した宋・元・明版3本には『出三藏記集帛遠傳』の記述がないことから、『高僧伝』を王浮偽作説初出とし、高麗版が逆に加筆したと推定している。
王懸河修『三洞珠囊』巻9（西暦680年ごろ）の「老子化西胡品」に鬼谷先生撰『文始先生无上真人關令内傳』と『老子化胡經』が収録されている。この品の結句に「化胡經乃有二卷，不同。今會其異同，録此文出也。」とあるので、この2編はいずれも『老子化胡経』のテキストであり、吉岡義豊は、この時代に雑多にあった『老子化胡経』の中から王懸河が選び収録したものと推定している。さらにこの2編のテキストを比較分析し、共通する部分は初期のものが伝承されている可能性を示唆している。